# Aéroport Brest Bretagne
Luchthaven Brest Bretagne (Frans: Aéroport Brest Bretagne) is de luchthaven van de Franse stad Brest. Het ligt in de gemeente Guipavas op ruim 10 km ten noordoosten van Brest. De luchthaven is ook bekend als Luchthaven Brest Guipavas.
De belangrijkste gebruiker is Air France (Met Brit Air en Régional die ervoor vliegen) en Flybe naar het Verenigd Koninkrijk. De regionale Kamer van Koophandel ziet graag een uitbreiding van het aantal bestemmingen.